# KupiVIP
KUPIVIP — российская компания и одноимённый интернет-магазин одежды и обуви. Основана в 2008 году, работала на рынках России, Беларуси и Казахстана. Закрыта в 2021 году.

## Бизнес-модель
KupiVIP приобретает складские остатки модных марок по сниженным ценам и предлагает их через свой интернет-магазин со скидками от 30 до 90 % на краткосрочных распродажах. С компанией сотрудничают ритейлеры более 200 модных марок (включая Versace, Cavalli, Dsquared, Prada, Burberry, Valentino, Vivienne Westwood, Les Copains) и российские дизайнеры (Маша Цигаль, Игорь Чапурин, Алёна Ахмадуллина и другие). Формат помогает ритейлерам распродать вещи и не конкурировать с основными каналами сбыта. C 2010 года компания последовательно открывала нишевые интернет-магазины, а затем в 2014—2015 годах объединила их, интернет-магазин ShopTime и закупочное подразделение Kupivip Germany в рамках единого бренда Kupivip, сделав ранее независимые площадки разделами основного сайта.
С 2011 года компания выпускает одежду, обувь и аксессуары под собственными торговыми марками. В их числе Joe Suis, Disetta, Lorena, L’Attrice, с 2014 года совместно с телеканалом СТС производилась одежда под маркой Sweet Me.
Kupivip снижает издержки за счёт собственной логистической службы, существующей практически с момента запуска интернет-магазина. В 2012 году компания арендовала на 7 лет 20,5 тысяч м² в логистическом парке в Подольском районе Московской области для организации крупного распределительного центра. В конце 2013 года представила услугу доставки для других онлайн-магазинов.
С 2015 года компания развивает в Москве сеть офлайн-магазинов. В 2015—2017 годах компания открыла 4 точки в торгово-развлекательных центрах города и одну — в Реутове.

## История

### Россия
Компания была основана в 2008 году Оскаром Хартманном, выходцем из семьи советских немцев. Он родился в Казахстане, в возрасте 7 лет переехал в Германию, получил образование, построил карьеру и приехал в Россию в качестве аналитика Boston Consulting Group. Идея стартапа по модели закрытого шопинг-клуба с краткосрочными распродажами пришла Хартманну весной 2008 года, когда он работал над исследованием корпоративных стратегий немецких производителей одежды на российском рынке. Потенциал модели шопинг-клуба подтверждал опыт французского интернет-магазина vente-privee.com и других шопинг-клубов — британского BrandAlley, немецкого Brands4friends и американских Rue La La, Gilt и Ideel.
Хартманн принял решение заняться собственным проектом и уволился из Boston Consulting Group. В Германии он нанял 6 человек для закупки одежды и аксессуаров. Доставка была организована через российский офис компании Schenker, которым руководил его отец — Рихард Хартманн. В России Хартманн-младший зарегистрировал компанию «Приват Трейд», арендовал офис и нанял 15 сотрудников, которые привлекли 70 первых покупателей. Сайт Kupivip.ru заработал в разгар финансового кризиса в октябре 2008 года. Через год в базе магазина было 800 тысяч регистраций, и он принимал около 2000 заказов каждый день.
В 2010 году компания открыла отдельный шопинг-клуб Kupiluxe, где продавались дорогие бренды. В том же году появилось подразделение E-Commerce Services, предоставлявшее крупным ритейлерам инфраструктуру для интернет-торговли. По итогам года выручка выросла в семь раз и достигла 100 миллионов долларов.
В 2011 году компания запустила в социальной сети «Одноклассники» приложение Shopping Club, к которому за месяц подключились около полумиллиона пользователей.
В начале 2012 год была запущена новая площадка — ShopTime, работающая в формате традиционного интернет-магазина с постоянным ассортиментом из новых коллекций. Заявленные инвестиции в проект составили 50 миллионов долларов. По итогам года компания второй раз подряд заняла 7-е место в списке крупнейших интернет-компаний с выручкой в 256 миллионов долларов.
Летом 2012 года Kupivip совместно с компаниями «Авриса», «Белый Ветер Цифровой», «Детский мир», «Моллстрит», «М-Видео», «Эльдорадо», «Ютинет», Enter, Е5, Media Markt и Wikimart выступил сооснователем «Ассоциации компаний интернет-торговли», заявленными целями которой стали установление добросовестных принципов конкуренции и противодействие «серому» рынку.
В 2013 году Kupivip довела долю региональных продаж до ⅔ оборота, внедрила PayPal. Однако последовательный спад рынка интернет-торговли на протяжении нескольких лет обернулся для компании потерями: при выручке в 190 миллионов долларов был зафиксирован убыток в размере 530 миллионов рублей.
В 2014 году компания начала сотрудничество с площадкой «Молоток.Ру» и телекомпанией «СТС Медиа», приобрела платформу для анализа каталогов интернет-магазинов Price3D и выпустила собственное мобильное приложение. Рост продаж в IV квартале 2014 года позволил компании вновь выйти на безубыточность и занять 15-е место в рейтинге самых дорогих компаний Рунета с оценкой 180 миллионов долларов.
В первом квартале 2015 года товары Kupivip появились на площадке онлайн-аукциона eBay, а сама компания начала участвовать в продвижении на российском рынке многоканальных решений eBay Enterprise. В апреле Kupivip за неназванную сумму выкупила у Ozon.ru обувной интернет-магазин Sapato.ru, который тот ранее приобрёл у инвестиционной фирмы Fast Lane Ventures, основанной Хартманном и несколькими партнёрами, и интегрировала его в собственную инфраструктуру через E-Commerce Services. По итогам года компания вышла на оборот 16,6 миллиардов рублей и впервые раскрыла финансовые показатели, сообщив о выходе на операционную окупаемость.
В июне 2017 года Kupivip.ru рекламировала специальные предложения без согласия адресата, вследствие чего Московское управление Федеральной антимонопольной службы ФАС (России) возбудило дело в отношении ООО «Приват Трейд».
1 сентября 2021 года компания заявила о ликвидации и закрытии интернет-магазина.

### Беларусь
Компания начала продавать товары в Беларусь ещё в 2010 году. В первой половине 2014 года появилась доставка с оплатой наложенным платежом, а осенью начал работу сайт Kupivip.by. По оценке генерального директора Kupivip Владимира Холязникова, спустя год белорусский сайт обеспечивал около 5 % совокупной выручки компании.

### Казахстан
Компания вышла на рынок Казахстана в 2013 году, запустила локальную версию сайта, и осенью 2014 года открыла офис в Алмате. Kupivip.kz стал первым шопинг-клубом в стране и ежемесячно привлекал 50 тысяч новых клиентов. Логистическим партнёром стала компанния Pony Express — в её нескольких экспресс-центрах осенью 2015 года были открыты пункты выдачи заказов с примеркой. В перспективе компания планировала открыть в стране собственную службу доставки. По итогам 2014 года казахстанское подразделение компании заняло 9-е место в составленном местным изданием Forbes рейтинге крупнейших интернет-компаний Казахстана с выручкой 11 миллионов долларов, 2015 год принёс компании 13 миллионов долларов и 11-е место в рейтинге.

## E-Commerce Services
Подразделение E-Commerce Services было создано в 2010 году и занимается созданием и обслуживанием интернет-магазинов крупных участников рынка розничной торговли одеждой и обувью. Подразделение берёт на себя веб-разработку и поддержку, обслуживание клиентов и сбор аналитики. E-Commerce Services использует собственную инфраструктуру компании — склады и службу доставки, колл-центр, фотостудию и модельное агентство. Комиссия Kupivip в проектах составляет 18—40 %. E-Commerce Services занималось разработкой онлайн-витрин для ЦУМа, магазина спортивных товаров «Высшая лига» и сети «Снежная королева», марок одежды и обуви Adidas, ALBA, Carlo Pazolini, KANZ, Karen Millen, Nintendo, Mexx, Motivi, Oasis, Tom Tailor, Quiksilver, косметических брендов MAC, Estée Lauder и Clinique.
В 2012 году компания инвестировала через E-Commerce Services около 500 тысяч евро в проект «Надёжная покупка» — оператора одноимённой программы добровольной сертификации интернет-магазинов, созданной по прообразу TRUSTe, Trusted Shops, eKomi и других европейских и американских служб оценки качества. Инвестиции были направлены на приобретение службы сбора отзывов покупателей и оценки качества обслуживания imobzor.ru, расширение использованной им системы оценки с 10 до 100 критериев и выход на рынок. В числе первых сертификацию прошли собственные площадки Kupivip и интернет-магазины, находящиеся на обслуживании компании.

## Инвестиции
В 2008 году немецкий бизнес-ангел Оливер Юнг, первый инвестор Brands4Friends, профинансировал Kupivip и помог Хартманну найти первых институциональных инвесторов — люксембургскую фирму Mangrove Capital Partners и основанный российскими предпринимателями Андреем Бароновым и Ратмиром Тимашевым фонд ABRT. Первый транш инвестиций составил 3 миллиона долларов.
К началу 2009 года компания израсходовала инвестиции, а соглашение с новыми инвесторами сорвалось в последний момент. Хартманну удалось договориться о полугодовой отсрочке платежей с крупнейшим поставщиком, а Mangrove Capital Partners предоставили компании бридж-кредит и помогли договориться с российской инвесткомпанией «Арлан». Уже в марте компания привлекла дополнительные 8 миллионов долларов от своего пула инвесторов, а в августе в неё вложился бывший контролирующий акционер Ozon.ru — французская компания Direct Group, в своё время выводившая на российский рынок немецкого оператора почтовой торговли Otto GmbH.
В начале 2010 года компания привлекла раунд инвестиций на 20 миллионов долларов, который возглавил американский фонд Accel Partners. К этому моменту оценка компании увеличилась в 10 раз, партнёры фонда ABRT решили зафиксировать прибыль и вышли из актива.
В 2011 году консорциум инвесторов, в который вошли Mangrove Capital Partners, Accel Partners, британский фонд Balderton Capital и американские Russia Partners и Bessemer Venture Partners, вложили в компанию 55 миллионов долларов — рекордного объёма инвестиции для российского рынка интернет-торговли.
В 2012 году компания привлекла более 50 миллионов долларов инвестиций: в июне Accel Partners, Acton Capital Partners, Balderton Capital, Intel Capital и Европейский банк реконструкции и развития совместно вложили в Kupivip 38 миллионов, в октябре фонды инвестиционной фирмы MCI Management выкупили дополнительную эмиссию ценных бумаг на сумму 12 миллионов евро — около 15,5 миллионов долларов по действовавшему курсу. Инвестиционная привлекательность компании обеспечила ей первое место в списке самых «горячих» стартапов Москвы, составленном англоязычным журналом Wired.
В 2014 году число совладельцев компании покинул фонд Mangrove Capital Partners, партнёры которого приняли решение свернуть деятельность в России и выйти из российских активов.
31 мая 2021 года «Яндекс» объявил о намерении купить онлайн-магазин одежды KupiVIP. «"Яндекс" покупает интернет-магазин KupiVIP. Сделка позволит "Яндекс.Маркету" ускорить выход на рынок одежды, обуви и аксессуаров благодаря налаженной инфраструктуре, базе поставщиков и многолетнему опыту команды KupiVIP»,— говорится в сообщении «Яндекса».

## Финансовые показатели
Впервые компания раскрыла финансовые показатели в феврале 2016 года, сообщив о выходе на операционную окупаемость c рентабельностью 1 % по EBITDA. За 2015 год выручка компании составила 16,5 миллиардов рублей (около 265 миллионов долларов), показав рост на 50 % в сравнении с 2014. Компания значительно опередила рынок, который в рублёвом отношении вырос на 16 % при инфляции в 13 %. Около 85 % оборота пришлось на продажи конечным потребителям, 10 % — на E-Commerce Services, 5 % совокупной выручки принёс Sapato.ru. Компания отчиталась о 17 миллионах зарегистрированных участников, около 2 миллионов покупателей и среднем чеке 8,5—10 тысяч рублей.
В рейтинге крупнейших интернет-магазинов E-Commerce Index TOP-100, составленном исследовательским агентством Data Insight и группой проектов Ruward, компания заняла 8-е место; в списке самых дорогих российских интернет-компаний Forbes — 15-е место с оценкой в 240 миллионов долларов. Также в 2015 году компания вошла в рейтинг Tech Tour Growth 50, объединяющий самые быстрорастущие технологические компании Европы.

## Собственники и руководство
По данным системы СПАРК, до 2010 года 51,4 % общества с ограниченной ответственностью «Приват Трэйд», головной компании холдинга принадлежали Оливеру Юнгу, 48,6 % — Хартманну. Впоследствии доли в компании были разделены через зарегистрированную на Кипре Blacksquare Investments Limited. По сведениям РБК, актуальным на 2015 год, в числе инвесторов компании значились Accel, Acton Capital Partners, Balderton Capital, Bessemer Venture Partners, Direct Group, Intel Capital, MCI Capital, Russia Partners и Европейский банк реконструкции и развития.
С момента основания компании до марта 2014 года, пост генерального директора компании принадлежал Оскару Хартманну. Впоследствии он перешёл на позицию президента, а новым генеральным директором стал Владимир Холязников, до того работавший на позиции операционного директора и развивавший подразделения Kupiluxe и E-Commerce Services. С мая 2018 года, на позицию нового генерального директора Kupivip.ru назначен Олег Минаев.